# Pedro Zape
Pedro Antonio Zape (Puerto Tejada, 3 juni 1949) is een voormalig profvoetballer uit Colombia. Hij speelde als doelman gedurende zijn carrière. Na zijn actieve loopbaan werd hij keeperstrainer, onder meer bij het Colombiaans voetbalelftal.

## Clubcarrière
Zape begon zijn carrière bij Deportivo Cali en stapte in 1985 over naar América de Cali. Hij won vijf Colombiaanse landstitels.

## Interlandcarrière
Zape speelde 47 officiële interlands voor Colombia in de periode 1972-1985. Hij maakte zijn debuut in de vriendschappelijke thuiswedstrijd tegen Peru (1-1) op 29 maart 1972, en nam met Colombia onder meer deel aan twee Copa América's: 1975 en 1979.
| Interlands van Pedro Antonio Zape voor Colombia | Interlands van Pedro Antonio Zape voor Colombia | Interlands van Pedro Antonio Zape voor Colombia | Interlands van Pedro Antonio Zape voor Colombia | Interlands van Pedro Antonio Zape voor Colombia | Interlands van Pedro Antonio Zape voor Colombia |
| №                                               | Datum                                           | Wedstrijd                                       | Uitslag                                         | Competitie                                      | Goals                                           |
| Als speler van Deportivo Cali                   | Als speler van Deportivo Cali                   | Als speler van Deportivo Cali                   | Als speler van Deportivo Cali                   | Als speler van Deportivo Cali                   | Als speler van Deportivo Cali                   |
| ----------------------------------------------- | ----------------------------------------------- | ----------------------------------------------- | ----------------------------------------------- | ----------------------------------------------- | ----------------------------------------------- |
| 1                                               | 29 maart 1972                                   | Colombia – Peru                                 | 1 – 1                                           | Oefeninterland                                  |                                                 |
| 2                                               | 3 juni 1972                                     | Venezuela – Colombia                            | 2 – 1                                           | Oefeninterland                                  |                                                 |
| 3                                               | 7 juni 1972                                     | Peru – Colombia                                 | 0 – 0                                           | Oefeninterland                                  |                                                 |
| 4                                               | 18 juni 1972                                    | Frankrijk – Colombia                            | 3 – 2                                           | Oefeninterland                                  |                                                 |
| 5                                               | 27 mei 1973                                     | Haïti – Colombia                                | 1 – 2                                           | Oefeninterland                                  |                                                 |
| 6                                               | 22 juni 1973                                    | Colombia – Ecuador                              | 1 – 1                                           | WK-kwalificatie                                 |                                                 |
| 7                                               | 24 juni 1973                                    | Colombia – Uruguay                              | 0 – 0                                           | WK-kwalificatie                                 |                                                 |
| 8                                               | 28 juni 1973                                    | Ecuador – Colombia                              | 1 – 1                                           | WK-kwalificatie                                 |                                                 |
| 9                                               | 1 juli 1973                                     | Peru – Colombia                                 | 3 – 1                                           | Oefeninterland                                  |                                                 |
| 10                                              | 5 juli 1973                                     | Uruguay – Colombia                              | 0 – 1                                           | WK-kwalificatie                                 |                                                 |
| 11                                              | 20 juli 1975                                    | Colombia – Paraguay                             | 1 – 0                                           | Copa América                                    |                                                 |
| 12                                              | 27 juli 1975                                    | Ecuador – Colombia                              | 1 – 3                                           | Copa América                                    |                                                 |
| 13                                              | 30 juli 1975                                    | Paraguay – Colombia                             | 0 – 1                                           | Copa América                                    |                                                 |
| 14                                              | 7 augustus 1975                                 | Colombia – Ecuador                              | 2 – 0                                           | Copa América                                    |                                                 |
| 15                                              | 21 september 1975                               | Colombia – Uruguay                              | 3 – 0                                           | Copa América                                    |                                                 |
| 16                                              | 1 oktober 1975                                  | Uruguay – Colombia                              | 1 – 0                                           | Copa América                                    |                                                 |
| 17                                              | 16 oktober 1975                                 | Colombia – Peru                                 | 1 – 0                                           | Copa América                                    |                                                 |
| 18                                              | 22 oktober 1975                                 | Peru – Colombia                                 | 2 – 0                                           | Copa América                                    |                                                 |
| 19                                              | 28 oktober 1975                                 | Peru – Colombia                                 | 1 – 0                                           | Copa América                                    |                                                 |
| 20                                              | 16 januari 1977                                 | Colombia – Ecuador                              | 0 – 1                                           | Oefeninterland                                  |                                                 |
| 21                                              | 1 augustus 1979                                 | Venezuela – Colombia                            | 0 – 0                                           | Copa América                                    |                                                 |
| 22                                              | 15 augustus 1979                                | Colombia – Chili                                | 1 – 0                                           | Copa América                                    |                                                 |
| 23                                              | 22 augustus 1979                                | Colombia – Venezuela                            | 4 – 0                                           | Copa América                                    |                                                 |
| 24                                              | 5 september 1979                                | Chili – Colombia                                | 2 – 0                                           | Copa América                                    |                                                 |
| 25                                              | 1 februari 1981                                 | Colombia – Brazilië                             | 1 – 1                                           | Oefeninterland                                  |                                                 |
| 26                                              | 10 maart 1981                                   | Chili – Colombia                                | 1 – 0                                           | Oefeninterland                                  |                                                 |
| 27                                              | 15 maart 1981                                   | Paraguay – Colombia                             | 0 – 2                                           | Oefeninterland                                  |                                                 |
| 28                                              | 19 maart 1981                                   | Colombia – Chili                                | 1 – 2                                           | Oefeninterland                                  |                                                 |
| 29                                              | 2 juli 1981                                     | Colombia – Spanje                               | 1 – 1                                           | Oefeninterland                                  |                                                 |
| 30                                              | 26 juli 1981                                    | Colombia – Peru                                 | 1 – 1                                           | WK-kwalificatie                                 |                                                 |
| 31                                              | 9 augustus 1981                                 | Uruguay – Colombia                              | 3 – 2                                           | WK-kwalificatie                                 |                                                 |
| 32                                              | 16 augustus 1981                                | Peru – Colombia                                 | 2 – 0                                           | WK-kwalificatie                                 |                                                 |
| 33                                              | 14 juli 1983                                    | Colombia – Chili                                | 2 – 2                                           | Oefeninterland                                  |                                                 |
| 34                                              | 26 juli 1983                                    | Ecuador – Colombia                              | 0 – 0                                           | Oefeninterland                                  |                                                 |
| 35                                              | 29 juli 1983                                    | Colombia – Ecuador                              | 0 – 0                                           | Oefeninterland                                  |                                                 |
| 36                                              | 31 augustus 1983                                | Colombia – Bolivia                              | 2 – 2                                           | Copa América                                    |                                                 |
| Als speler van América de Cali                  |                                                 |                                                 |                                                 |                                                 |                                                 |
| 37                                              | 1 februari 1985                                 | Colombia – Zwitserland                          | 2 – 2                                           | Oefeninterland                                  |                                                 |
| 38                                              | 10 februari 1985                                | Colombia – Polen                                | 1 – 2                                           | Oefeninterland                                  |                                                 |
| 39                                              | 14 februari 1985                                | Colombia – Polen                                | 1 – 0                                           | Oefeninterland                                  |                                                 |
| 40                                              | 21 februari 1985                                | Chili – Colombia                                | 1 – 1                                           | Oefeninterland                                  |                                                 |
| 41                                              | 24 februari 1985                                | Uruguay – Colombia                              | 3 – 0                                           | Oefeninterland                                  |                                                 |
| 42                                              | 2 maart 1985                                    | Paraguay – Colombia                             | 0 – 3                                           | Oefeninterland                                  |                                                 |
| 43                                              | 19 april 1985                                   | Colombia – Paraguay                             | 2 – 2                                           | Oefeninterland                                  |                                                 |
| 44                                              | 25 april 1985                                   | Brazilië – Colombia                             | 2 – 1                                           | Oefeninterland                                  |                                                 |
| 45                                              | 15 mei 1985                                     | Colombia – Brazilië                             | 1 – 0                                           | Oefeninterland                                  |                                                 |
| 46                                              | 26 mei 1985                                     | Colombia – Peru                                 | 1 – 0                                           | WK-kwalificatie                                 |                                                 |
| 47                                              | 2 juni 1985                                     | Colombia – Argentinië                           | 1 – 3                                           | WK-kwalificatie                                 |                                                 |

## Erelijst
Deportivo Cali
- Copa Mustang

1969, 1970, 1974
 América de Cali
- Copa Mustang

1985, 1986